# Miltogramma immaculata
Miltogramma immaculata är en tvåvingeart som först beskrevs av Macquart 1854.  Miltogramma immaculata ingår i släktet Miltogramma och familjen köttflugor.
Artens utbredningsområde är Frankrike. Inga underarter finns listade i Catalogue of Life.